# Vorticella convallaria
Vorticella convallaria, auch als „Maiglöckchen“ bezeichnet, ist ein Einzeller aus der Familie der Glockentierchen (Vorticellidae). Die Art ist in stärker verschmutzten Gewässern der Wassergüteklasse III anzutreffen, wo sie als grau-weißer Überzug an Steinen und anderen Substraten in kolonieartigen Gruppen festgeheftet zusammenlebt. Sie ernährt sich von Bakterien.

## Merkmale
Vorticella campanula ist 50 bis 95 Mikrometer groß und schlank-glockenförmig. Hinter der Peristomscheibe ist der Körper etwas eingezogen, der Stil ist dünn und kann Sekretkörnchen enthalten. Er kontrahiert sich in Spiralen. Die Art bildet keine Kolonien, lebt aber kolonie-ähnlich in Gruppen zusammen.